# رویخت
رویخت یا همان روبخت روستایی است در دهستان القورات از توابع بخش مرکزی شهرستان بیرجند، واقع در استان خراسان جنوبی. این روستا در همجواری روستای خنگ در فاصله ۴۵ کیلومتری شهرستان بیرجند قرار گرفته‌است که اکنون حدود ۱۷۰ نفر جمعیت دارد.
عرض جغرافیایی این روستا (فاصله از خط استوا) ۲۳/۳۳ درجه و طول جغرافیایی (فاصله از نصف النهار مبدأ) ۳۴/۵۹ می‌باشد. این روستا از سطح دریا ۱۸۶۲ متر بالاتر است.
دراین روستا در محرم‌ها عدهٔ زیادی از شهرهای دیگر مثل اصفهان و تهران ومشهد در این روستا به سوگواری می پدازند.